# 马丁纳弗兰卡

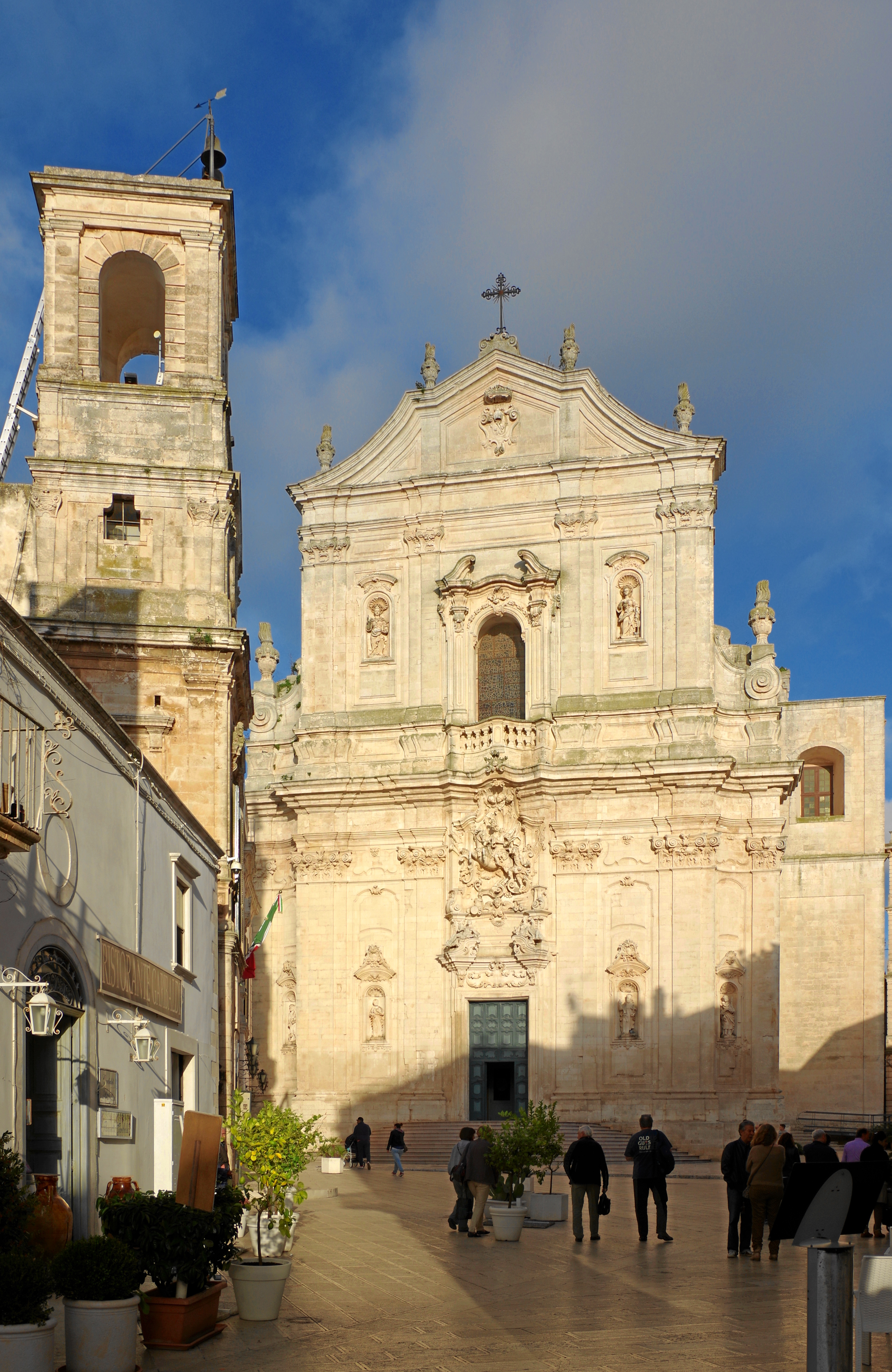
广场及教堂

马丁纳弗兰卡（義大利語：Martina Franca）是意大利普利亚大区塔蘭托省的市镇。面积为299.72平方公里，人口数量为48,884人（2017年）。马丁纳弗兰卡为塔兰托省人口第二多的市镇。自1975年起，每年夏天在此举办歌剧节。